# Dersau
Dersau település Németországban, Schleswig-Holstein tartományban. Lakosainak száma 979 fő (2023. december 31.).

## Népesség
A település népességének változása:
| Lakosok száma | 641  | 849  | 884  | 888  | 917  | 958  | 979  |
|               | 1975 | 2015 | 2017 | 2019 | 2021 | 2022 | 2023 |